# Mistrzostwa Polski w Szermierce 2014
Mistrzostwa Polski w Szermierce 2014 - 85. edycja indywidualnie i 74. edycja drużynowych Mistrzostw Polski odbyła się w dniach 25-27 września w Katowicach (szpada i szabla) i 4-5 października w Poznaniu (floret)

## Klasyfikacja medalowa
| Msc | Klub                     | złoto | srebro | brąz | Razem |
| --- | ------------------------ | ----- | ------ | ---- | ----- |
| 1.  | AZS AWF Warszawa         | 3     | 2      | 1    | 6     |
| 2.  | AZS AWF Katowice         | 2     | 0      | 5    | 7     |
| 3.  | Wrocławianie             | 2     | 0      | 1    | 3     |
| 4.  | Sietom AZS AWFiS Gdańsk  | 1     | 3      | 4    | 8     |
| 5.  | OŚ AZS Poznań            | 1     | 1      | 1    | 3     |
| 6.  | KKS Kraków               | 1     | 1      | 0    | 2     |
| 7.  | AZS AWF Kraków           | 1     | 0      | 1    | 2     |
| 8.  | AZS AWF Poznań           | 1     | 0      | 0    | 1     |
| 9.  | KKSz Konin               | 0     | 2      | 0    | 2     |
| 10. | AZS AWF Wrocław          | 0     | 1      | 0    | 1     |
| =   | ST Szerm. Legia Warszawa | 0     | 1      | 0    | 1     |
| 12. | Budowlani Toruń          | 0     | 0      | 1    | 1     |
| =   | Piast Gliwice            | 0     | 0      | 1    | 1     |
| =   | MKS Fortis Sosnowiec     | 0     | 0      | 1    | 1     |

## Medaliści

### kobiety
| Konkurencja:            | Złoto:                                                                                         | Srebro:                                                                                       | Brąz:                                                                                           |
| Medalistki indywidualne |                                                                                                |                                                                                               |                                                                                                 |
| floret                  | Martyna Synoradzka (AZS AWF Poznań)                                                            | Karolina Chlewińska (Sietom AZS AWFiS Gdańsk)                                                 | Marta Łyczbińska (Sietom AZS AWFiS Gdańsk) Emilia Rygielska (Sietom AZS AWFiS Gdańsk)           |
| szabla                  | Bogna Jóźwiak (OŚ AZS Poznań)                                                                  | Matylda Ostojska (AZS AWF Warszawa)                                                           | Małgorzata Kozaczuk (AZS AWF Warszawa) Marta Puda (TM Sosnowiec)                                |
| szpada                  | Magdalena Piekarska (AZS AWF Warszawa)                                                         | Katarzyna Dąbrowa (AZS AWF Warszawa)                                                          | Martyna Swatowska (AZS AWF Katowice) Martyna Szymańska (AZS AWF Katowice)                       |
| Medalistki drużynowe    |                                                                                                |                                                                                               |                                                                                                 |
| floret drużynowo        | Sietom I AZS AWF Gdańsk Karolina Chlewińska Magdalena Knop Monika Paliszewska Emilia Rygielska | Sietom II AZS AWF Gdańsk Natalia Gołębiowska Magdalena Drapella Iwona Olbromska Anna Szymczak | Budowlani Toruń Julia Chrzanowska Marika Chrzanowska Martyna Jelińska Sandra Sulik              |
| szabla drużynowo        | AZS AWF I Warszawa Małgorzata Kozaczuk Matylda Ostojska Aleksandra Socha Martyna Wątora        | OŚ AZS Poznań Bogna Jóźwiak Katarzyna Kędziora Irena Więckowska Agnieszka Zdrojewska          | AZS AWF II Warszawa Karolina Kaleta Patrycja Pałczyńska Karolina Rowińska Małgorzata Turek      |
| szpada drużynowo        | AZS AWF I Warszawa Katarzyna Dąbrowa Ewa Nelip Magdalena Piekarska Małgorzata Stroka           | KKS I Kraków Joanna Eichler Magdalena Kruk Renata Knapik-Miazga Aleksandra Zamachowska        | AZS AWF I Katowice Dominika Mosler Danuta Dmowska-Andrzejuk Martyna Szymańska Martyna Swatowska |

### mężczyźni
| Konkurencja:           | Złoto:                                                                                    | Srebro:                                                                                     | Brąz:                                                                                  |
| Medaliści indywidualni |                                                                                           |                                                                                             |                                                                                        |
| floret                 | Leszek Rajski (Wrocławianie)                                                              | Paweł Kawiecki (Sietom AZS AWFiS Gdańsk)                                                    | Andrzej Rządkowski (Wrocławianie) Michał Siess (Sietom AZS AWFiS Gdańsk)               |
| szabla                 | Adam Skrodzki (AZS AWF Katowice)                                                          | Adrian Stanisławski (KKSz Konin)                                                            | Jakub Jaskot (OŚ AZS Poznań) Jakub Ociński (AZS AWF Katowice)                          |
| szpada                 | Marcel Baś (KKS Kraków)                                                                   | Filip Broniszewski (AZS AWF Wrocław)                                                        | Piotr Kruczek (AZS AWF Kraków) Aleksander Staszulonek (Piast Gliwice)                  |
| Medaliści drużynowi    |                                                                                           |                                                                                             |                                                                                        |
| floret drużynowo       | Wrocławianie I Andrzej Rządkowski Radosław Pietrusiewicz Leszek Rajski Paweł Szumielewicz | AZS AWF I Warszawa Ludwik de Bazelaire Michał Majewski Bartosz Łukowski Jakub Surwiłło      | Sietom AZS AWF I Gdańsk Radosław Glonek Filip Płocharski Paweł Kawiecki Paweł Osmański |
| szabla drużynowo       | AZS AWF I Katowice Jakub Ociński Tomasz Pytel Adam Skrodzki Ryszard Szymik                | KKSz Konin Damian Dzwoniarski Patryk Pałasz Adrian Stanisławski Artur Staszak               | MKS Fortis Sosnowiec Bartosz Koniusz Piotr Koniusz Marcin Koniusz                      |
| szpada drużynowo       | AZS AWF Kraków Radosław Zawrotniak Jan Sobiecki Piotr Kruczek Michał Nowak                | ST Szerm Legia Warszawa Krzysztof Mikołajczak Seweryn Brzozowski Andrzej Pacek Marek Bączek | AZS AWF Katowice Jan Wenglarczyk Mateusz Antkiewicz Adrian Dziedzic Damian Merkel      |